# Joe och gänget
Joe och gänget (engelska: Hue and Cry) är en brittisk långfilm från 1947 i regi av Charles Crichton, med Alastair Sim, Harry Fowler, Douglas Barr och Joan Dowling i rollerna.

## Rollista
| Alastair Sim  | – Felix H. Wilkinson |
| Harry Fowler  | – Joe Kirby          |
| Douglas Barr  | – Alec               |
| Joan Dowling  | – Clarry             |
| Jack Warner   | – Nightingale        |
| Valerie White | – Rhona              |
| Jack Lambert  | – Ford               |
| Ian Dawson    | – Norman             |
| Gerald Fox    | – Dicky              |
| David Simpson | – Arthur             |
| Albert Hughes | – Wally              |
| John Hudson   | – Stan               |
| David Knox    | – Dusty              |